# Icicle Works
Icicle Works is een computerspel dat door Commodore Business Machines werd uitgebracht. Het spel kwam in 1985 uit voor de Commodore 64 en de Commodore 16 Plus/4. De speler moet de kerstman helpen all zijn cadeaus terug te vinden die onder het sneeuw zijn verdwenen. Deze wordt hierbij gehinderd door lawines en slecht gehumeurde pinguïns. Het spel lijkt op Boulder Dash. Het spel gaat ook op tijd, als de speler niet snel genoeg het level voltooid verliest hij een leven.

## Platforms
| Platform            | Jaar |
| ------------------- | ---- |
| Commodore 16 Plus/4 | 1985 |
| Commodore 64        | 1985 |